# Білл Талберт
Білл Талберт (англ. Bill Talbert; 4 вересня 1918 — 28 лютого 1999) — колишній американський тенісист.
Найвищу одиночну позицію світового рейтингу — 3 місце досяг First Edition року.
Здобув 49 одиночних титулів.
Перемагав на турнірах Великого шолома в парному та змішаному парному розрядах.

## Фінали турнірів Великого шолома

### Одиночний розряд (2 поразки)
| Результат | Рік  | Турнір                           | Покриття | Суперник     | Рахунок            |
| --------- | ---- | -------------------------------- | -------- | ------------ | ------------------ |
| Поразка   | 1944 | Відкритий чемпіонат США з тенісу | Трава    | Френк Паркер | 4–6, 6–3, 3–6, 3–6 |
| Поразка   | 1945 | Чемпіонат США                    | Трава    | Френк Паркер | 12–14, 1–6, 2–6    |

### Парний розряд (5–5)
| Результат | Рік  | Турнір                               | Покриття | Партнер        | Суперники                                 | Рахунок                   |
| --------- | ---- | ------------------------------------ | -------- | -------------- | ----------------------------------------- | ------------------------- |
| Перемога  | 1942 | Відкритий чемпіонат США з тенісу     | Трава    | Гарднар Маллой | Тед Шредер Сідні Вуд                      | 9–7, 7–5, 6–1             |
| Поразка   | 1943 | Чемпіонат США                        | Трава    | David Freeman  | Джек Креймер Френк Паркер                 | 2–6, 4–6, 4–6             |
| Поразка   | 1944 | Чемпіонат США                        | Трава    | Панчо Сегура   | Дон Макніл Боб Фалкенбурґ                 | 5–7, 4–6, 6–3, 1–6        |
| Перемога  | 1945 | Чемпіонат США                        | Трава    | Гарднар Маллой | Боб Фалкенбурґ Джек Туеро                 | 12–10, 8–10, 12–10, 6–2   |
| Перемога  | 1946 | Чемпіонат США                        | Трава    | Гарднар Маллой | Дон Макніл Френк Ґернсі                   | 3–6, 6–4, 2–6, 6–3, 20–18 |
| Поразка   | 1947 | Чемпіонат США                        | Трава    | Білл Сідвелл   | Джек Креймер Тед Шредер                   | 4–6, 5–7, 3–6             |
| Перемога  | 1948 | Чемпіонат США                        | Трава    | Гарднар Маллой | Френк Паркер Тед Шредер                   | 1–6, 9–7, 6–3, 3–6, 9–7   |
| Перемога  | 1950 | Відкритий чемпіонат Франції з тенісу | Ґрунт    | Тоні Траберт   | Ярослав Дробний (тенісист) Ерік Стерджесс | 6–2, 1–6, 10–8, 6–2       |
| Поразка   | 1950 | Чемпіонат США                        | Трава    | Гарднар Маллой | Джон Бромвіч Френк Седжмен                | 5–7, 6–8, 6–3, 1–6        |
| Поразка   | 1953 | Чемпіонат США                        | Трава    | Гарднар Маллой | Рекс Гартвіг Мервін Роуз                  | 4–6, 6–4, 2–6, 4–6        |

### Мікст (4–3)
| Результат | Рік  | Турнір            | Покриття | Партнер                | Суперники                      | Рахунок       |
| --------- | ---- | ----------------- | -------- | ---------------------- | ------------------------------ | ------------- |
| Перемога  | 1943 | Чемпіонат США     | Трава    | Маргарет Осборн Дюпон  | Полін Бетц Панчо Сегура        | 10–6, 6–4     |
| Перемога  | 1944 | Чемпіонат США     | Трава    | Марґарет Осборн        | Дороті Чені Дон Макніл         | 6–2, 6–3      |
| Перемога  | 1945 | Чемпіонат США     | Трава    | Марґарет Осборн        | Доріс Гарт Bob Falkenberg      | 6–4, 6–4      |
| Перемога  | 1946 | Чемпіонат США     | Трава    | Марґарет Осборн        | Луїз Браф Robert Kimbrell      | 6–3, 6–4      |
| Поразка   | 1948 | Чемпіонат США     | Трава    | Марґарет Осборн Дюпонт | Луїз Броу Том Браун (тенісист) | 4–6, 4–6      |
| Поразка   | 1949 | Чемпіонат США     | Трава    | Марґарет Осборн Дюпонт | Луїз Броу Ерік Стерджесс       | 6–4, 3–6, 5–7 |
| Поразка   | 1950 | Чемпіонат Франції | Ґрунт    | Патрісія Каннінґ-Тодд  | Барбара Скофілд Енріке Мореа   | w.o.          |